# Josef Machata
Josef Machata (13. března 1914 Gajary – 10. července 1982 Brno) byl český fotbalový útočník, trenér a činovník.

## Hráčská kariéra
V československé lize hrál za SK Rusj Užhorod ve třech zápasech, aniž by skóroval. Nastoupil v premiérovém prvoligovém utkání tohoto klubu, které se hrálo v neděli 23. srpna 1936 v Praze a domácí Sparta je vyhrála 6:0 (poločas 3:0). Byl také u prvního bodového zisku v duelu s Náchodem, který se hrál v neděli 30. srpna 1936 v Užhorodu a skončil nerozhodně 2:2 (poločas 1:1). Poslední start v nejvyšší soutěži zaznamenal v neděli 20. září 1936 v Praze, kde domácí Slavia porazila SK Rusj vysoko 10:0 (poločas 6:0). Na začátku roku 1937 se vrátil z Užhorodu zpět do Brna, kde hrál za záložní mužstvo Židenic.

### Prvoligová bilance
| Ročník             | Zápasy | Góly | Minuty | Klub            |
| ------------------ | ------ | ---- | ------ | --------------- |
| I. liga 1936/37    | 3      | 0    | 270    | SK Rusj Užhorod |
| CELKEM I. ČS. LIGA | 3      | 0    | 270    |                 |

## Trenérská a funkcionářská kariéra
V roce 1949 byl v Brně založen Dům armády a došlo k ustavení mužstev DA Brno I, DA Brno II, DA Tankista, DA Zenit, DA Šohaj, DA Ocel, DA Jaslo a DA Slovan. Začátkem 50. let se stal Josef Machata vedoucím sportu při Domu armády. Vznikl polovojenský oddíl Žižka Brno, do něhož přešli hráči ze všech dosavadních oddílů brněnské posádky. Klub se potýkal s finančními problémy a v roce 1957 byl včleněn do Dukly Brno.
Na jaře 1958 krátce trénoval A-mužstvo Spartaku ZJŠ Brno (dobový název Zbrojovky), když se stal po Eduardu Fardovi a Josefu „Pepi“ Bicanovi třetím trenérem v jedné sezoně. Ke konci jarní části ho nahradil František Čejka a Josef Machata se přesunul k mládeži.